# 6776 Dix
A 6776 Dix (ideiglenes jelöléssel 1989 GF8) a Naprendszer kisbolygóövében található aszteroida. Freimut Börngen fedezte fel 1989. április 6-án.